# Sára Bácskai
Sára Luca Bácskai (Budapest, 20 giugno 1999) è una pattinatrice di short track ungherese.

## Biografia
All'età di diciassette anni, ha vinto la medaglia d'argento ai Campionati mondiali di short track di Rotterdam 2017 nel concorso della staffetta 3000 metri, con le compagne di nazionale Bernadett Heidum, Andrea Keszler e Petra Jászapáti.
Ha rappresentato l'Ungheria ai Giochi olimpici invernali di Pyeongchang 2018, dove è stata squalificata nei 1500 metri ed ha ottenuto il quarto posto nella staffetta 3000 metri.

## Palmarès
- Campionati mondiali di short track

Rotterdam 2017: argento nella staffetta 3000 m;
- Campionati europei di short track

Dordrecht 2015: bronzo nella staffetta 3000 m;
Torino 2017: argento nella staffetta 3000 m;
Dresda 2018: argento nella staffetta 3000 m; bronzo nei 1500 m;
Dordrecht 2019: bronzo nella staffetta 3000 m;
Danzica 2023: argento nella staffetta 3000 m;
Dresda 2025: argento nella staffetta 3000 m;